# Le Pian-Médoc
Le Pian-Médoc település Franciaországban, Gironde megyében. Lakosainak száma 7198 fő (2022. január 1.). Le Pian-Médoc Macau, Blanquefort, Arsac, Ludon-Médoc, Parempuyre, Saint-Aubin-de-Médoc és Le Taillan-Médoc községekkel határos.

## Népesség
A település népességének változása:
| Lakosok száma | 1144 | 3481 | 5078 | 5268 | 6183 | 6442 | 6649 | 6890 | 6995 | 7198 |
|               | 1968 | 1982 | 1990 | 2006 | 2013 | 2015 | 2017 | 2019 | 2020 | 2022 |